# Brian Roland Larsen
Brian Roland Larsen (født 4. november 1984 på Gentofte Sygehus) er en dansk science fictionforfatter.
Han blev student fra Gladsaxe Gymnasium i 2003 og han er nu stud. scient. på Københavns Universitet hvor han læser molekylær biomedicin. Han er i øjeblikket speciale studerende på Institut for Cellulær og Molekylær Medicin (ICMM) på Panum Instituttet. 
Han var 16 år da han skrev Solar – Invasion, og den blev udgivet, da han var 17 år gammel i 2002.

I 2004 vandt han Eurocon Encouragement Award, som er en opmuntringspris, en slags "bedste nye forfatter"-pris, som han modtog fra den Europæiske Kongres for Science Fiction og Fantasy.
Det er blevet offentliggjort i seriens sidste bog Solar – Ragnarok, at Solar – serien vil fortsætte på www.solaruniverse.dk, hvor nye kapitler vil blive udgivet løbende, helt gratis. 